# Maison de Gonzague de Novellara et Bagnolo
 (mai 2023).
La mise en forme du texte ne suit pas les recommandations de Wikipédia : il faut le « wikifier ».
Les points d'amélioration suivants sont les cas les plus fréquents :
- Les titres sont pré-formatés par le logiciel. Ils ne sont ni en capitales, ni en gras.
- Le texte ne doit pas être écrit en capitales (les noms de famille non plus), ni en gras, ni en italique, ni en « petit »…
- Le gras n'est utilisé que pour surligner le titre de l'article dans l'introduction, une seule fois.
- L'italique est rarement utilisé : mots en langue étrangère, titres d'œuvres, noms de bateaux, etc.
- Les citations ne sont pas en italique mais en corps de texte normal. Elles sont entourées par des guillemets français : « et ».
- Les listes à puces sont à éviter, des paragraphes rédigés étant largement préférés. Les tableaux sont à réserver à la présentation de données structurées (résultats, etc.).
- Les appels de note de bas de page (petits chiffres en exposant, introduits par l'outil «  Source ») sont à placer entre la fin de phrase et le point final[comme ça].
- Les liens internes (vers d'autres articles de Wikipédia) sont à choisir avec parcimonie. Créez des liens vers des articles approfondissant le sujet. Les termes génériques sans rapport avec le sujet sont à éviter, ainsi que les répétitions de liens vers un même terme.
- Les liens externes sont à placer uniquement dans une section « Liens externes », à la fin de l'article. Ces liens sont à choisir avec parcimonie suivant les règles définies. Si un lien sert de source à l'article, son insertion dans le texte est à faire par les notes de bas de page.
- La présentation des références doit suivre les conventions bibliographiques. Il est recommandé d'utiliser les modèles {{Ouvrage}}, {{Chapitre}}, {{Article}}, {{Lien web}} et/ou {{Bibliographie}}. Le mode d'édition visuel peut mettre en forme automatiquement les références.
- Insérer une infobox (cadre d'informations à droite) n'est pas obligatoire pour parachever la mise en page.

Pour une aide détaillée, merci de consulter Aide:Wikification.
Si vous pensez que ces points ont été résolus, vous pouvez retirer ce bandeau et améliorer la mise en forme d'un autre article.
La lignée de Novellara et Bagnolo est une branche « cadette » de la Maison Gonzague.
Les fiefs de Novellara et Bagnolo in Piano faisaient partie des possessions milanaises de la famille Visconti. En 1351, le fils cadet de Louis Ier, seigneur de Mantoue, Feltrino est, avec ses frères Filippino et Guy, responsable de Reggio d'Émilie dont Louis est le podestat depuis 1336. En 1356, l'armée milanaise tente de s'emparer de la cité mais est défaite par Feltrino qui en reste le défenseur. En 1371, Guy et Feltrino décident de vendre le fief de Reggio aux Visconti contre la somme de 5 000 ducats d'or et les fiefs de Novellara et Bagnolo.

Feltrino devient seigneur de Novellara et de Bagnolo tandis que Guy de Mantoue continue la lignée des marquis mantouans.

Un frère benjamin, issu des secondes noces de son père, Conrad (NC-1356), sera le fondateur de la lignée de Palozzolo.
En 1425, le marquis d'Este Niccolò III investit Jacques de Novellara (it) de la gestion du canal des eaux de Novellara (canale delle acque di Novellara), du bourg de San Tommaso et d'une partie de Santa Maria et San Giovanni nel Reggiano et, en 1471, Borso d'Este, devenu duc de Modène, cède, à François Ier de Novellara (it), ces seigneuries qui seront dorénavant rattachées à la seigneurie de Novellara.

En 1510, le pape qui vient de confisquer, en 1509, la seigneurie de Bagnolo aux quatre frères Christophe, Jacques, Marc-Antoine et Guy II, la confie au comte Jean-Pierre de Novellara.
Guy, le dernier survivant des quatre frères qui étaient également co-seigneurs de Vescovato, vend le fief de Vescovato au marquis de Mantoue Frédéric Ier qui en fera profiter son frère Jean, chef de la lignée de Vescovato.
La lignée des comtes régnants s'arrêta en 1728 avec la mort de Philippe Alphonse. Le fief fut alors confisqué par le duc Renaud III de Modène puis lui fut concédé avec investiture impériale.

## Descendance de Feltrino de Novellara
note : Seules les descendances des hommes de la lignée sont développées. Le cas échéant, les descendances des femmes renvoient vers d'autres généalogies.

abréviations utilisées : NC = Non Connu, SD = Sans Descendance, SDC = Sans Descendance Connue (ou notoire), ca = circa (vers)
```
Feltrino
 (NC-1374), seigneur de Novellara et Bozzolo
x1 Antonia da Correggio, fille de Guy IV, seigneur de Parme et de Correggio
│                           et de Guidaccia della Palù
│
├─>
Guy
 
(it)
 (NC-1399), seigneur de Novellara et Bozzolo, seigneur de 
Cortenuova

│  x Ginevra Malatesta, fille nat. de Malatesta "Antico" ["Guastafamiglia"]
│  │
│  ├─>
Jacques
 
(it)
 (NC-1441), seigneur de Novellara et de Cortenuova, seigneur de Vescovato,
│  │                     régisseur du canal de Novellara et des bourgs de San Tommaso, Santa Maria
│  │                     et San Giovanni
│  │  x Ippolita Pio, fille de Marc I
er
, seigneur de Carpi et de Taddea de’ Roberti
│  │  │
│  │  ├─>
François I
er
 
(it)
 (ca 1420-1484), co-seigneur de Novellara et Cortenuova, co-seigneur de Vescovato,
│  │  │                              régisseur du canal de Novellara, de San Tommaso, Santa Maria
│  │  │                              et San Giovanni
│  │  │  x 1468 Costanza, fille de Nicola Strozzi et de la comtesse Gioccoli
│  │  │  │
│  │  │  ├─>
Jean-Pierre I
er
 (1469-1515), seigneur de Novellara et Cortenuova, seigneur du canal
│  │  │  │                              de Novellara et de San Tommaso, Santa Maria et San Giovanni,
│  │  │  │                              
1
er
 
comte
 de Novellara en 
1501
, seigneur de Bagnolo en 
1510

│  │  │  │  x Caterina 
Torelli
, fille de Cristoforo I
er
, comte de 
Montechiarugolo

│  │  │  │  │                      et de Taddea Pio di Carpi
│  │  │  │  │
│  │  │  │  ├─>
Alexandre I
er
 (NC-1530), 
2
e
 
comte
 de Novellara et Cortenuova, comte de Bagnolo en 
1515
,
│  │  │  │  │                          seigneur du canal de Novellara et de San Tommaso, Santa Maria
│  │  │  │  │                          et San Giovanni
│  │  │  │  │  x 1518 Costanza, fille de Giberto VII, comte de Correggio
│  │  │  │  │  │                   et de Violante Pic de la Mirandole
│  │  │  │  │  │
│  │  │  │  │  ├─>
François II
 (1519-1577), 
3
e
 
comte
 de Novellara et Cortenuova, comte de Bagnolo,
│  │  │  │  │  │                           seigneur du canal de Novellara et de San Tommaso, Santa
│  │  │  │  │  │                           Maria et San Giovanni
│  │  │  │  │  │  x 1549 Olimpia, fille de Manfredo II, comte de Correggio
│  │  │  │  │  │  │                  et de Lucrezia d’Este de San Martino in Rio
│  │  │  │  │  │  │
│  │  │  │  │  │  ├─>Alessandro (NC-1555) (SDC)
│  │  │  │  │  │  │
│  │  │  │  │  │  └─>Costanza (NC-1551) (SDC)
│  │  │  │  │  │  . 
│  │  │  │  │  │  x Barbara Magnani, hors mariage
│  │  │  │  │  │  │
│  │  │  │  │  │  ├─>Claudio (NC-1589), fils naturel prétendant au trône de Novellara (SDC)
│  │  │  │  │  │  . 
│  │  │  │  │  │  x Fulvia de Rammis, hors mariage
│  │  │  │  │  │  │
│  │  │  │  │  │  └─>Fulvia (NC), fille naturelle
│  │  │  │  │  │     x Giacomo Antonio Valperga di Rivara, gouverneur de Casale
│  │  │  │  │  │
│  │  │  │  │  ├─>
Camille I
er
 (1521-1595), 
4
e
 
comte
 de Novellara et Cortenuova, comte de Bagnolo,
│  │  │  │  │  │                          seigneur du canal de Novellara et de San Tommaso, Santa
│  │  │  │  │  │                          Maria et San Giovanni
│  │  │  │  │  │  x 1555 Barbara Borromeo, fille de Camillo, comte d'Arona
│  │  │  │  │  │                              et de Corona Cavazzi della Somaglia
│  │  │  │  │  │
│  │  │  │  │  ├─>Scipione (NC), mort jeune (SD)
│  │  │  │  │  │
│  │  │  │  │  ├─>Alessandra (NC), nonne à Correggio (SD)
│  │  │  │  │  │
│  │  │  │  │  └─>Alfonso (1529-1589), camériste privé du pape 
Jules III
, défroqué en 1550
│  │  │  │  │     x 1567 Vittoria de Capoue, fille de Giovanni Tommaso, marquis de Torre di Francolise
│  │  │  │  │     │                   et de Faustina Colonna de Zagarolo
│  │  │  │  │     │
│  │  │  │  │     ├─>Alessandro (NC-1569) (SD)
│  │  │  │  │     │
│  │  │  │  │     ├─>Camillo (NC), mort jeune (SD)
│  │  │  │  │     │
│  │  │  │  │     ├─>Porzia (NC), morte jeune (SD)
│  │  │  │  │     │
│  │  │  │  │     ├─>Faustina (NC), nonne à Milan (SD)
│  │  │  │  │     │
│  │  │  │  │     ├─>Vittoria (NC)
│  │  │  │  │     │  x Marquis Alfonso Pallavicino de Polesine
│  │  │  │  │     │
│  │  │  │  │     ├─>Barbara (NC)
│  │  │  │  │     │  x Teofilo Calcagnini, marquis di Fusignano, baron d'Alfonsine
│  │  │  │  │     │
│  │  │  │  │     ├─>Settimia (NC), morte jeune (SD)
│  │  │  │  │     │
│  │  │  │  │     ├─>
Isabelle de Novellara
 (1576-1627)
│  │  │  │  │     │  x1 Ferrante de Gazzuolo (1555-1605), cf. 
lignée de Sabbioneta et Bozzolo

│  │  │  │  │     │  x2 1617 
Vincent II
 duc de Mantoue et de Montferrat
│  │  │  │  │     │          (mariage illégitime suivi de séparation)
│  │  │  │  │     │
│  │  │  │  │     ├─>
Costanza

│  │  │  │  │     │  x 1595 Don Asdrubale Mattei, marquis de Giove
│  │  │  │  │     │  │
│  │  │  │  │     │  └─>leur fille Maria épousera 
Scipion I
er
, prince de Bozzolo et duc de Sabbioneta
│  │  │  │  │     │     cf. 
lignée de Sabbioneta et Bozzolo

│  │  │  │  │     │
│  │  │  │  │     ├─>
Camille II
 (1581-1650), 
5
e
 
comte
 de Novellara et Cortenuova, comte de Bagnolo,
│  │  │  │  │     │                          seigneur du canal de Novellara et de San Tommaso, Santa
│  │  │  │  │     │                          Maria et San Giovanni
│  │  │  │  │     │                          abdique en 1640, reprend le pouvoir en 1644
│  │  │  │  │     │  x 1605 Donna Caterina d’Avalos d’Aquino d’Aragona,
│  │  │  │  │     │  │                     fille de Don Alfonso Felice, Prince de Francavilla
│  │  │  │  │     │  │                        et de Lavinia della Rovere d'Urbin
│  │  │  │  │     │  │
│  │  │  │  │     │  ├─>Lavinia Tecla (1607-1639)
│  │  │  │  │     │  │  x1 1628 Wratislaw I
er
, comte de Furstenberg
│  │  │  │  │     │  │  x2 1635 Ottone Federico, comte de Harrach zu Rohrau
│  │  │  │  │     │  │
│  │  │  │  │     │  ├─>Vittoria Egidia (NC-1627) (SD)
│  │  │  │  │     │  │
│  │  │  │  │     │  ├─>Alfonso (NC-1611) (SD)
│  │  │  │  │     │  │
│  │  │  │  │     │  ├─>Giulio Cesare (NC-1611) (SD)
│  │  │  │  │     │  │
│  │  │  │  │     │  ├─>
Alexandre II
 (1611-1644), 
6
e
 
comte
 de Novellara et Cortenuova, comte de Bagnolo,
│  │  │  │  │     │  │                            seigneur du canal de Novellara et de San Tommaso,
│  │  │  │  │     │  │                            Santa Maria et San Giovanni
│  │  │  │  │     │  │  x Anna Bevilacqua, fille du comte Ernesto, marquis de Bismantova
│  │  │  │  │     │  │  │                     et de Felice Sassatelli
│  │  │  │  │     │  │  │
│  │  │  │  │     │  │  └─>Bianca (NC-1648), nonne à Mantoue (SD)
│  │  │  │  │     │  │
│  │  │  │  │     │  ├─>Giampietro (NC-1630) (SD)
│  │  │  │  │     │  │
│  │  │  │  │     │  ├─>Faustina (NC), nonne à Pesaro (SD)
│  │  │  │  │     │  │
│  │  │  │  │     │  ├─>
Alphonse
 (1616-1678), 
7
e
 
comte
 de Novellara et Cortenuova, comte de Bagnolo,
│  │  │  │  │     │  │                        seigneur du canal de Novellara et de San Tommaso,
│  │  │  │  │     │  │                        Santa Maria et San Giovanni
│  │  │  │  │     │  │  x 1648 Princesse Ricciarda Cybo Malaspina, fille du Prince Carlo I
er
  de Massa
│  │  │  │  │     │  │  │                                             et de Brigida Spinola  de Calice
│  │  │  │  │     │  │  │
│  │  │  │  │     │  │  ├─>
Camille III
 (1649-1727), 
8
e
 
comte
 de Novellara et Cortenuova,
│  │  │  │  │     │  │  │                           comte de Bagnolo, seigneur du canal de Novellara
│  │  │  │  │     │  │  │                           et de San Tommaso, Santa Maria et San Giovanni
│  │  │  │  │     │  │  │  x 1695-1714 Princesse Matilde d’Este,
│  │  │  │  │     │  │  │  │           fille de Sigismondo IV, marquis de San Martino in Rio et Lanzo
│  │  │  │  │     │  │  │  │              et de Teresa Maria 
Grimaldi
 de Monaco
│  │  │  │  │     │  │  │  │
│  │  │  │  │     │  │  │  ├─>Ricciarda (1697-1698) (SD)
│  │  │  │  │     │  │  │  │
│  │  │  │  │     │  │  │  ├─>Ricciarda (1698-1768)
│  │  │  │  │     │  │  │  │  x 1715 Prince Don Alderano I
er
, duc de Massa et Prince de Carrare
│  │  │  │  │     │  │  │  │
│  │  │  │  │     │  │  │  └─>
Philippe Alphonse
 (1700-1728), 
9
e
 
comte
 de Novellara et Cortenuova,
│  │  │  │  │     │  │  │  .                                 comte de Bagnolo, seigneur du canal de
│  │  │  │  │     │  │  │  .                                 Novellara et de San Tommaso, Santa
│  │  │  │  │     │  │  │  .                                 Maria et San Giovanni (SD)
│  │  │  │  │     │  │  │  .  x 1728 Eleonora, fille du marquis Nicola Tanara
│  │  │  │  │     │  │  │  .
│  │  │  │  │     │  │  │  x Orsola Manari Pio, hors mariage
│  │  │  │  │     │  │  │  │
│  │  │  │  │     │  │  │  └─>Alfonso (NC), fils naturel légitimé
│  │  │  │  │     │  │  │     x Marianna Michelina Bargnani (1678-1750)
│  │  │  │  │     │  │  │     │
│  │  │  │  │     │  │  │     ├─>Vittoria (NC)
│  │  │  │  │     │  │  │     │  x Comte Mattioli
│  │  │  │  │     │  │  │     │
│  │  │  │  │     │  │  │     ├─>Camillo (NC)
│  │  │  │  │     │  │  │     │  x Teresa Bernaroli
│  │  │  │  │     │  │  │     │  │
│  │  │  │  │     │  │  │     │  ├─>Annibale (NC), moine bénédictin en 1776 (SD)
│  │  │  │  │     │  │  │     │  │
│  │  │  │  │     │  │  │     │  ├─>Luigi (NC-1827) (SDC)
│  │  │  │  │     │  │  │     │  │  x Maria Melegari
│  │  │  │  │     │  │  │     │  │
│  │  │  │  │     │  │  │     │  └─>Alessandro (NC) (SDC)
│  │  │  │  │     │  │  │     │     x Giovanna Vecchi
│  │  │  │  │     │  │  │     │
│  │  │  │  │     │  │  │     ├─>Giulia (NC)
│  │  │  │  │     │  │  │     │  x Victor Siegfrieden
│  │  │  │  │     │  │  │     │
│  │  │  │  │     │  │  │     └─>Teresa (NC), nonne à Mantoue (SD)
│  │  │  │  │     │  │  │
│  │  │  │  │     │  │  ├─>Carlo (NC), mort jeune (SD)
│  │  │  │  │     │  │  │
│  │  │  │  │     │  │  ├─>Caterina (1653-1723)
│  │  │  │  │     │  │  │  x 1661 Don Carlo Benedetto Giustiniani, Prince de Bassano
│  │  │  │  │     │  │  │
│  │  │  │  │     │  │  └─>Carlo (NC-1657) (SD)
│  │  │  │  │     │  │
│  │  │  │  │     │  └─>Giulio Cesare (1618-1676), gouverneur de Civitavecchia
│  │  │  │  │     │
│  │  │  │  │     ├─>Giulio Cesare (NC-1630) (SDC)
│  │  │  │  │     │
│  │  │  │  │     ├─>Alfonsina (1584-1647)
│  │  │  │  │     │  x 1602 Baron Giovanni Angelo Gaudenzo Madruzzo, seigneur de Pergine
│  │  │  │  │     │
│  │  │  │  │     └─>Alfonso (1588-1649), archevêque de Rodi (SD)
│  │  │  │  │     .
│  │  │  │  │     x X, hors mariage
│  │  │  │  │     │
│  │  │  │  │     ├─>Giulio Cesare (NC), fils naturel, moine capuccin en 1581 (SD)
│  │  │  │  │     │
│  │  │  │  │     └─>Cornelia (NC-1612)
│  │  │  │  │        x1 (dote 1586) Marchese Tommaso Maffei
│  │  │  │  │        x2 Comte Camillo Seghizzi
│  │  │  │  │
│  │  │  │  ├─>Gianfrancesco (NC-1512), protonotaire apostolique, co-seigneur de Novellara
│  │  │  │  │
│  │  │  │  ├─>Pirro (ca 1498-1527), co-seigneur de Novellara
│  │  │  │  │
│  │  │  │  ├─>Annibale (NC-1537), co-seigneur de Novellara
│  │  │  │  │
│  │  │  │  ├─>Princivalle (NC)
│  │  │  │  │
│  │  │  │  ├─>Costanza (NC-1510)
│  │  │  │  │
│  │  │  │  ├─>Giulia (NC-1549)
│  │  │  │  │  x Comte Niccolò d’Arco
│  │  │  │  │
│  │  │  │  ├─>Isabella (NC)
│  │  │  │  │  x 1516 Camillo Pepoli, comte de Castiglione
│  │  │  │  │
│  │  │  │  ├─>Giulio Cesare (1506-1550), prélat et patriarche d'Alexandrie (Italie)
│  │  │  │  │
│  │  │  │  ├─>Camilla (NC)
│  │  │  │  │  x Comte Alessandro de Porto
│  │  │  │  │
│  │  │  │  └─>Eleonora
│  │  │  │     x 1532 Scipione I
er
, comte de Collalto et San Salvatore
│  │  │  │
│  │  │  ├─>Lucrezia (NC)
│  │  │  │  x Comte Niccolò Gambara
│  │  │  │
│  │  │  ├─>Ippolita (NC)
│  │  │  │  x Prospero, comte de Montevecchio
│  │  │  │
│  │  │  ├─>Alessandra (NC)
│  │  │  │  x Ugolino Ulivi, comte de Piagnano et Pian di Mileto
│  │  │  │
│  │  │  └─>Luigia (NC)
│  │  │  .  x Giovanni Maria Scotti, comte de Vigoleno
│  │  │  .
│  │  │  x X
│  │  │  │
│  │  │  ├─>Carlo (NC-ap. 1497), fils naturel
│  │  │  │  x Filippa, fille de Ruggero Valentoni, baron de Cervicati
│  │  │  │  │
│  │  │  │  ├─>Domenico dit 
Minicuccio
 (NC)
│  │  │  │  │  x Sveva Frassia, fille du baron de San Giorgio
│  │  │  │  │  │
│  │  │  │  │  ├─>Giovanni Girolamo (NC-1601), conseiller du duc 
Vincent I
er
 de Mantoue
 et sénateur
│  │  │  │  │  │  x1 Isabella de Hurtado, fille du baron de Santa Caterina Pistoiesi
│  │  │  │  │  │  │
│  │  │  │  │  │  └─>Anna (NC) morte jeune (SD)
│  │  │  │  │  │  .
│  │  │  │  │  │  x2 Porzia Celidone, fille du baron de Carossino
│  │  │  │  │  │  .
│  │  │  │  │  │  x3 Anna, fiille de don Rodrigo de Ribera
│  │  │  │  │  │
│  │  │  │  │  ├─>Giovanni Maria (NC)
│  │  │  │  │  │  x ca 1536Petruzza Santacroce
│  │  │  │  │  │  │
│  │  │  │  │  │  └─>Sertorio (NC)
│  │  │  │  │  │     x ap. 1571 Beatrice Amodei
│  │  │  │  │  │     │
│  │  │  │  │  │     └─>Andrea (NC-1640), baron de Joggi
│  │  │  │  │  │        x Diana, fille de Marcello Campolongo et de Vincenza Mattei
│  │  │  │  │  │        │
│  │  │  │  │  │        ├─>Gian Girolamo (NC)
│  │  │  │  │  │        │  x X
│  │  │  │  │  │        │  │
│  │  │  │  │  │        │  ├─>Cecilia (NC)
│  │  │  │  │  │        │  │  x Domenico Salituri, baron de Firmo
│  │  │  │  │  │        │  │
│  │  │  │  │  │        │  └─>Ippolita (NC)
│  │  │  │  │  │        │     x Vincenzo Bruno
│  │  │  │  │  │        │
│  │  │  │  │  │        └─>Giuseppe (NC)
│  │  │  │  │  │           x1 Lucrezia Sacchini
│  │  │  │  │  │           │
│  │  │  │  │  │           └─>Domenico (NC)
│  │  │  │  │  │           .
│  │  │  │  │  │           x2 Ottavia Ricci
│  │  │  │  │  │           │
│  │  │  │  │  │           ├─>Ignazio (NC)
│  │  │  │  │  │           │  x X
│  │  │  │  │  │           │  │
│  │  │  │  │  │           │  └─>Saveria (NC)
│  │  │  │  │  │           │     x Alimena
│  │  │  │  │  │           │
│  │  │  │  │  │           └─>Diana (NC)
│  │  │  │  │  │              x Andrea, fille du baron Catalano
│  │  │  │  │  │
│  │  │  │  │  ├─>Pietrantonio
│  │  │  │  │  │  x Giulia Casella, fille du comte Girolamo et de Maria Perez
│  │  │  │  │  │  │
│  │  │  │  │  │  ├─>Giovanni Niccolò (NC-1610), archidiacre et docteur en lois (SDC)
│  │  │  │  │  │  │
│  │  │  │  │  │  ├─>Fabrizio (NC-ap. 1612)
│  │  │  │  │  │  │  x1 Alessandra Celidone de Tarante
│  │  │  │  │  │  │  │
│  │  │  │  │  │  │  └─>Francesco (NC), mort jeune (SD)
│  │  │  │  │  │  │  .
│  │  │  │  │  │  │  x2 Eleonora, fille de don Rodrigo de Ribera
│  │  │  │  │  │  │  │
│  │  │  │  │  │  │  └─>Giulia (NC-ca 1680)
│  │  │  │  │  │  │     x1 Francesco d’Ocampo
│  │  │  │  │  │  │     x2 Benedetto Spinola
│  │  │  │  │  │  │
│  │  │  │  │  │  └─>Laura (NC)
│  │  │  │  │  │
│  │  │  │  │  ├─>Anton Baranco (NC) (SDC)
│  │  │  │  │  │
│  │  │  │  │  ├─>Andreasio (NC-ap.1603) (SDC)
│  │  │  │  │  │
│  │  │  │  │  ├─>Aurelio (NC), seigneur de Rajolongo
│  │  │  │  │  │  x X
│  │  │  │  │  │  │
│  │  │  │  │  │  ├─>Cesare (NC-1581)
│  │  │  │  │  │  │  x Vincenza Mattei, nièce du cardinal Girolamo Mattei
│  │  │  │  │  │  │  │
│  │  │  │  │  │  │  ├─>Aurelio (NC) (SDC)
│  │  │  │  │  │  │  │
│  │  │  │  │  │  │  └─>Vincenza (NC)
│  │  │  │  │  │  │    x Filippo Majorana
│  │  │  │  │  │  │
│  │  │  │  │  │  └─>Antonio (NC) (SDC)
│  │  │  │  │  │
│  │  │  │  │  ├─>Giorgio (NC)
│  │  │  │  │  │  x X
│  │  │  │  │  │  │
│  │  │  │  │  │  └─>Lancillotto (NC) (SDC)
│  │  │  │  │  │
│  │  │  │  │  ├─>Cecilia (NC)
│  │  │  │  │  │
│  │  │  │  │  ├─>Laudomia (NC)
│  │  │  │  │  │
│  │  │  │  │  └─>Ippolita (NC)
│  │  │  │  │
│  │  │  │  ├─>Lancellotto (NC)
│  │  │  │  │  x X, napolitaine
│  │  │  │  │  │
│  │  │  │  │  └─>Ascanio (NC)
│  │  │  │  │     x X
│  │  │  │  │     │
│  │  │  │  │     └─>Cola (NC)
│  │  │  │  │        x X
│  │  │  │  │        │
│  │  │  │  │        ├─>Francesco Antonio (NC) (SDC)
│  │  │  │  │        │
│  │  │  │  │        └─>Vincenzo (NC) (SDC)
│  │  │  │  │
│  │  │  │  └─>Francesco (NC)
│  │  │  │
│  │  │  ├─>Agostino (NC-ap.1503)
│  │  │  │  x Lucrezia Canossa
│  │  │  │  │
│  │  │  │  ├─>Ercole (NC-1536)
│  │  │  │  │  x 1522 Maddalena, fille de Pietro Maria Torelli, comte du vicariat de Settimo 
│  │  │  │  │
│  │  │  │  └─>Lucrezia (NC)
│  │  │  │
│  │  │  └─>Galeazzo (NC-ap.1503)
│  │  │     x X
│  │  │     │
│  │  │     └─>Francesco (NC), prêteur de Novellara en 1523
│  │  │        │
│  │  │        └─>rameau dit des 
Gonzaghini
 éteint à la fin du 
XIV
e
 
siècle
 (Troilo)
│  │  │
│  │  ├─>
Georges
 (NC-1487), seigneur de Bagnolo, co-seigneur de Novellara et de Vescovato
│  │  │  x Alda 
Torelli
, fille de Cristoforo, comte de 
Montechiarugolo
 et de Taddea Pio de Carpi
│  │  │  │
│  │  │  ├─>
Christophe
 (NC), co-seigneur de Bagnolo et 
de Vescovato

│  │  │  │  x Paola, fille de Guido Schianteschi, comte de Montedoglio
│  │  │  │  │
│  │  │  │  ├─>Princivalle (NC), comte de Montedoglio
│  │  │  │  │  x X
│  │  │  │  │  │
│  │  │  │  │  └─>Cristoforo (NC), comte de Montedoglio
│  │  │  │  │     x Latina Ubaldini
│  │  │  │  │     │
│  │  │  │  │     ├─>Francesco (NC), comte de Montedoglio
│  │  │  │  │     │  x Camilla, fille de Diomede Cecchini
│  │  │  │  │     │  │
│  │  │  │  │     │  ├─>Giovanna (1611-NC)
│  │  │  │  │     │  │  x Scipione Piccolomini
│  │  │  │  │     │  │
│  │  │  │  │     │  ├─>Laura (*1614-NC) (SDC)
│  │  │  │  │     │  │
│  │  │  │  │     │  ├─>Virginia (1615-NC), nonne à Sienne (SD)
│  │  │  │  │     │  │
│  │  │  │  │     │  └─>Cristoforo (1616-NC) (SDC)
│  │  │  │  │     │
│  │  │  │  │     └─>Giambattista (NC) (SDC)
│  │  │  │  │
│  │  │  │  ├─>Gianfrancesco (NC)
│  │  │  │  │  x X
│  │  │  │  │  │
│  │  │  │  │  └─>Alessandro (NC-ap.1554) (SDC)
│  │  │  │  │
│  │  │  │  └─>Giacomo (NC) (SDC)
│  │  │  │
│  │  │  ├─>
Jacques
 (NC), co-seigneur de Bagnolo et de Vescovato, protonotaire apostolique (SDC)
│  │  │  │
│  │  │  ├─>
Marc-Antoine
 (NC-ap.1509), co-seigneur de Bagnolo et de Vescovato
│  │  │  │  x X
│  │  │  │  │
│  │  │  │  ├─>Amorotto (NC-1556)
│  │  │  │  │  │
│  │  │  │  │  └─>Marcantonio (NC) (SDC)
│  │  │  │  │
│  │  │  │  ├─>Giacomo (NC) (SDC)
│  │  │  │  │
│  │  │  │  ├─>Margherita (NC)
│  │  │  │  │
│  │  │  │  ├─>Ippolita (NC)
│  │  │  │  │  x Girolamo Andreasi
│  │  │  │  │
│  │  │  │  └─>Luigi (NC) (SDC)
│  │  │  │
│  │  │  ├─>
Guy II
 (NC-ap.1510), co-seigneur de Bagnolo et de Vescovato
│  │  │  │  x Laura, fille de Ferdinando Martinengo
│  │  │  │  │
│  │  │  │  ├─>Giulio Cesare (NC)
│  │  │  │  │  x Barbara de Dovara
│  │  │  │  │  │
│  │  │  │  │  ├─>Francesco (NC) (SDC)
│  │  │  │  │  │
│  │  │  │  │  ├─>Federico (NC) (SDC)
│  │  │  │  │  │
│  │  │  │  │  ├─>Galeazzo (NC) (SDC)
│  │  │  │  │  │
│  │  │  │  │  └─>Carlo (NC) (SDC)
│  │  │  │  │
│  │  │  │  ├─>Annibale (NC-av.1519) 
│  │  │  │  │
│  │  │  │  ├─>Ascanio (NC) (SDC)
│  │  │  │  │
│  │  │  │  ├─>Ottaviano (NC) (SDC)
│  │  │  │  │
│  │  │  │  ├─>Ercole (NC) (SDC)
│  │  │  │  │
│  │  │  │  └─>Camillo (NC) (SDC)
│  │  │  │
│  │  │  ├─>Taddea
│  │  │  │  x 1479 Matteo Boiardo, comte de Scandiano
│  │  │  │
│  │  │  ├─>Caterina
│  │  │  │  x Girolamo Lion
│  │  │  │
│  │  │  ├─>Margherita
│  │  │  │  x Giovanni Battista Refrigerio
│  │  │  │
│  │  │  └─>Lucia
│  │  │     x Bernardino Sessi
│  │  │
│  │  ├─>Giampietro (NC-1455), co-seigneur de Novellara, condottiere (SDC)
│  │  │
│  │  ├─>Ricciadonna
│  │  │  x Giacometto de’ Cotti de Bagnacavallo
│  │  │
│  │  └─>Luigia
│  │     x Luigi Gonzaga
│  │
│  ├─>
Feltrino
 (NC-ca 1424), seigneur de Bagnolo
│  │  x Antonia Gonzague, fille naturelle de 
Jean-François de Mantoue

│  │  │                   cf. 
Maison Gonzague
    
│  │  │
│  │  ├─>
Guy I
er
 (NC-1456), seigneur de Bagnolo
│  │  │  x X
│  │  │  │
│  │  │  ├─>Cecilia (NC)
│  │  │  │  x 1460 Giovanni Malatesta
│  │  │  │
│  │  │  ├─>Caterina (NC)
│  │  │  │  x Benedetto Strozzi
│  │  │  │
│  │  │  └─>une fille (NC-ap.1431), nonne (SD)
│  │  │
│  │  ├─>Milano (NC) (SDC)
│  │  │
│  │  ├─>Margherita (NC-1471)
│  │  │  x Francesco Manfredi d'Albinea
│  │  │
│  │  └─>Paola (NC)
│  │     x Nicola Sessi, comte de Castelbaldo
│  │
│  ├─>Filippo (NC) (SDC)
│  │
│  └─>Caterina (NC-1438)
│     x 1388 Cecco III Ordelaffi, seigneur de Forlì
│
├─>Odoardo (NC), bandit (SDC)
│
├─>Guglielmo (NC)
│  x X
│  │
│  ├─>Francesco (NC) (SDC)
│  │
│  ├─>Filippino
│  │  x Margherita Pio de Carpi
│  │  │
│  │  ├─>Gianfrancesco (NC-ca 1488)
│  │  │  x Virginia Sanbonifacio
│  │  │  │
│  │  │  ├─>Gian Lodovico (NC-ca 1546), seigneur de Schivenoglia
│  │  │  │  x Giovanna, fille du comte Leonardo Thiene
│  │  │  │  │
│  │  │  │  ├─>Gianfrancesco (NC-1564), seigneur de Schivenoglia
│  │  │  │  │  x Bianca Uberti
│  │  │  │  │  │
│  │  │  │  │  ├─>Alessandro (NC)
│  │  │  │  │  │  x X
│  │  │  │  │  │  │
│  │  │  │  │  │  ├─>Ferdinando (NC) (SDC)
│  │  │  │  │  │  │
│  │  │  │  │  │  ├─>Alessandro (NC) (SDC)
│  │  │  │  │  │  │
│  │  │  │  │  │  ├─>Giulio (NC)
│  │  │  │  │  │  │  x Camilla Lomellini
│  │  │  │  │  │  │  .
│  │  │  │  │  │  │  x Caterina Trisoli, hors mariage
│  │  │  │  │  │  │  │
│  │  │  │  │  │  │  ├─>Annibale (NC), fils naturel légitimé (SDC)
│  │  │  │  │  │  │  │
│  │  │  │  │  │  │  ├─>Alessandro (NC-1667), fils naturel légitimé (SDC)
│  │  │  │  │  │  │  │
│  │  │  │  │  │  │  ├─>Veronica (NC), fille naturelle légitimée, nonne à Mantoue (SD)
│  │  │  │  │  │  │  │
│  │  │  │  │  │  │  └─>Margherita (NC), fille naturelle légitimée, nonne à Mantoue (SD)
│  │  │  │  │  │  │
│  │  │  │  │  │  ├─>Bianca (NC), nonne à Santa Barbara (SD)
│  │  │  │  │  │  │
│  │  │  │  │  │  └─>Massimilla (NC-1648), nonne à Santa Barbara (SD)
│  │  │  │  │  │  .
│  │  │  │  │  │  x X, hors mariage
│  │  │  │  │  │  │
│  │  │  │  │  │  ├─>Enea (NC), fille naturelle (SDC)
│  │  │  │  │  │  │
│  │  │  │  │  │  └─>Filippo (NC), fils naturel (SDC)
│  │  │  │  │  │
│  │  │  │  │  ├─>Ippolito (NC), marquis de San Polo (1591 à 1603), comte de Castagnola en 1606
│  │  │  │  │  │  x Caterina della Torre
│  │  │  │  │  │  │
│  │  │  │  │  │  ├─>Gianfrancesco (NC-1630), comte de Castagnola
│  │  │  │  │  │  │  x Luigia Pico, fille de 
Louis Pic de la Mirandole
, Luigi, régent de Concordia et de Mirandola à partir de 1568 pour son neveu, et d'Eleonora Villa 
│  │  │  │  │  │  │  │
│  │  │  │  │  │  │  ├─>Gian Luigi (NC), comte Castagnola
│  │  │  │  │  │  │  │
│  │  │  │  │  │  │  ├─>Ippolito (NC) (SDC)
│  │  │  │  │  │  │  │
│  │  │  │  │  │  │  └─>Ottavia (NC-1681)
│  │  │  │  │  │  │     x1 Giovanni Battista, comte d’Arco
│  │  │  │  │  │  │     x2 1632 marquis Fortunato Rangoni, comte de Castelcrescente
│  │  │  │  │  │  │
│  │  │  │  │  │  └─>Tarsia (NC-1647)
│  │  │  │  │  │     x Jacopino Rangoni, comte de Castelcrescente
│  │  │  │  │  │
│  │  │  │  │  ├─>Annibale (NC), gouverneur du Montferrat pour le duc 
Vincent I
er
 de Mantoue

│  │  │  │  │  │  │
│  │  │  │  │  │  └─>Alessandro (NC) (SDC)
│  │  │  │  │  │
│  │  │  │  │  ├─>GiovanFrancesco (NC), seigneur de Campitello
│  │  │  │  │  │  x 1584 Veronika von Villanders, fille naturelle de 
Ferdinand I
er
 de Habsbourg

│  │  │  │  │  │                                               et d'Anna von Obritschau 
│  │  │  │  │  │
│  │  │  │  │  ├─>Giulio (NC) (SDC)
│  │  │  │  │  │
│  │  │  │  │  ├─>Uberto (NC) (SDC)
│  │  │  │  │  │
│  │  │  │  │  ├─>
Francesca
 (NC-1572)
│  │  │  │  │  │  x Silvio Gonzague de Mantoue cf. 
lignée de Palazzolo

│  │  │  │  │  │
│  │  │  │  │  ├─>Lucrezia (NC)
│  │  │  │  │  │  x1 Comte Giovanni Agnelli
│  │  │  │  │  │  x2 Comte Palatino Girolamo Roverella
│  │  │  │  │  │
│  │  │  │  │  ├─>Laura (NC)
│  │  │  │  │  │  x1 Comte Amorotto
│  │  │  │  │  │  x2 Giovanni Andreasi, comte de Treville
│  │  │  │  │  │
│  │  │  │  │  ├─>Anna (NC) (SDC)
│  │  │  │  │  │
│  │  │  │  │  ├─>Giulia (NC) (SDC)
│  │  │  │  │  │
│  │  │  │  │  ├─>Virginia (NC) (SDC)
│  │  │  │  │  │
│  │  │  │  │  └─>Elisabetta (NC) (SDC)
│  │  │  │  │  .
│  │  │  │  │  x X
│  │  │  │  │  │
│  │  │  │  │  └─>Alessandro (NC), fils naturel (SDC)
│  │  │  │  │
│  │  │  │  ├─>Cesare (NC-1577)
│  │  │  │  │  x Vittoria, fille du comte Bartolomeo Martinengo
│  │  │  │  │  │
│  │  │  │  │  ├─>Francesco (NC) (SDC)
│  │  │  │  │  │
│  │  │  │  │  ├─>Berenice (NC) (SDC)
│  │  │  │  │  │
│  │  │  │  │  ├─>Muzio (NC), commandant de San Giovanni (SDC)
│  │  │  │  │  │
│  │  │  │  │  ├─>Mario (NC-1618), page de 
Guillaume de Mantoue
 puis majordome
│  │  │  │  │  │  x1 Murari
│  │  │  │  │  │  x2 Emilia Arrivabene
│  │  │  │  │  │  │
│  │  │  │  │  │  ├─>Laura (NC) (SDC)
│  │  │  │  │  │  │
│  │  │  │  │  │  ├─>Paolo Emilio (NC)
│  │  │  │  │  │  │  x X
│  │  │  │  │  │  │  │
│  │  │  │  │  │  │  └─>Caterina (NC) (SDC)
│  │  │  │  │  │  │
│  │  │  │  │  │  ├─>Anna (NC) (SDC)
│  │  │  │  │  │  │
│  │  │  │  │  │  ├─>Maddalena (NC) (SDC)
│  │  │  │  │  │  │
│  │  │  │  │  │  └─>
Caterina
 (NC)
│  │  │  │  │  │     x 
Ludovic François
, marquis de Palazzolo, cf. 
lignée de Palazzolo

│  │  │  │  │  │
│  │  │  │  │  ├─>Paolo Emilio (NC-1619), page à la cour impériale (SDC)
│  │  │  │  │  │
│  │  │  │  │  ├─>Fabrizio (1542-1591), ambassadeur à la cour impériale pour 
Guillaume de Mantoue

│  │  │  │  │  │  x Laura, fille dei Girolamo Guerrieri
│  │  │  │  │  │  │
│  │  │  │  │  │  ├─>Cesare (NC-1591)
│  │  │  │  │  │  │  x Lucia Pellegrini
│  │  │  │  │  │  │  │
│  │  │  │  │  │  │  ├─>Gianfrancesco (NC) (SDC)
│  │  │  │  │  │  │  │
│  │  │  │  │  │  │  └─>Anna Maria
│  │  │  │  │  │  │     x Marquis Giacomo Spolverini de Verme
│  │  │  │  │  │  │
│  │  │  │  │  │  ├─>Alessandro (NC) (SDC)
│  │  │  │  │  │  │
│  │  │  │  │  │  ├─>Giambattista (NC) (SDC)
│  │  │  │  │  │  │
│  │  │  │  │  │  ├─>Girolamo (NC) (SDC)
│  │  │  │  │  │  │
│  │  │  │  │  │  ├─>Lucia (NC) (SDC)
│  │  │  │  │  │  │
│  │  │  │  │  │  ├─>Ippolita (NC) (SDC)
│  │  │  │  │  │  │
│  │  │  │  │  │  └─>Vittoria (NC) (SDC)
│  │  │  │  │  │
│  │  │  │  │  ├─>Enea (NC) (SDC)
│  │  │  │  │  │
│  │  │  │  │  ├─>Ricciarda
│  │  │  │  │  │  x Pompeo Strozzi, marquis de Rocca et Cigliaro
│  │  │  │  │  │
│  │  │  │  │  └─>Ifigenia (NC) (SDC)
│  │  │  │  │  .
│  │  │  │  │  x X
│  │  │  │  │  │
│  │  │  │  │  └─>Alessandro (NC), enfant naturel (SDC)
│  │  │  │  │
│  │  │  │  ├─>Alessandro (NC) (SDC)
│  │  │  │  │
│  │  │  │  ├─>Annibale (NC) (SDC)
│  │  │  │  │
│  │  │  │  ├─>Ippolita (NC)
│  │  │  │  │  x Marcantonio Torelli, marquis de Casei et Cornale
│  │  │  │  │
│  │  │  │  └─>
Porzia
 (NC)
│  │  │  │  .  x Maximilien de Vescovato (cf. 
lignée de Vescovato
)
│  │  │  │  .
│  │  │  │  x X
│  │  │  │  │
│  │  │  │  └─>Francesco (NC), enfant naturel (SDC)
│  │  │  │
│  │  │  ├─>Alessandro (NC) (SDC)
│  │  │  │
│  │  │  ├─>Filippo (NC) (SDC)
│  │  │  │
│  │  │  ├─>Giulio (NC) (SDC)
│  │  │  │
│  │  │  ├─>Cesare (NC) (SDC)
│  │  │  │
│  │  │  ├─>Chiara (NC) (SDC)
│  │  │  │
│  │  │  └─>Lucrezia (NC) (SDC)
│  │  │
│  │  └─>Gian Lodovico (NC) (SDC)
│  │
│  └─>Antonio (NC) (SDC)
│
├─>Pietro (NC) (SDC)
│
├─>Caterina (NC) (SDC)
│
└─>Filippa (NC)
.  x Ricciardo Guidi, comte de Bagno
. 
x2 Caterina Visconti, fille de 
Matthieu II
, seigneur de Milan et de Gigliola de Mantoue,
                      veuve d'Ugolino de Mantoue (cf 
Maison Gonzague
)
```

## Sources et Références
1. ↑  Novellara est le nom d'une ville d'environ 13 000 habitants de la Province de Reggio d'Émilie à environ 50 kilomètres au sud de la ville de Mantoue : voir Novellara sur it:Wikipedia.
2. ↑  Bagnolo in Piano est le nom d'une petite ville d'environ 9 000 habitants de la Province de Reggio d'Émilie à environ 60 kilomètres au sud de la ville de Mantoue : voir Bagnolo in Piano sur it:Wikipedia.